# Anniqa Järlefors
Anniqa Järlefors Forss Norton, verksam under namnet (Anniqa), född 1 januari 1950 i Piteå, är en svensk-dansk-amerikansk dekoratör, artist och konstnär.  

## Biografi
Efter att hon varit verksam som bland annat sångare, stripteasedansös, ormtjusare och husdjursförsäljare flyttade hon till Danmark omkring 1970. I Danmark kom hon att medverka som skådespelare i filmerna Det gode og det onde och Blind makker samt som revyskådespelare på scen. Hon medverkade som sångerska i den Danska melodifestivalen 1981 med sången Sikken dejlig dame som handlade om Mae West. Hon var dessutom verksam som bildkonstnär. Hon hade även en liten  roll som ormtjuserskan fröken Paula i  TV-serien Pippi Långstrump. 
Hon har varit gift med Ingemar Forss, boxaren Hans Jørgen Jacobsen samt kroppsbyggaren Sven-Ole Thorsen. Tillsammans med Thorsen emigrerade hon till USA 1985 och blev 1994 amerikansk medborgare.